# 赵甬元
赵甬元（朝鲜语：／ Jo Yong-won，1957年—），一作赵勇元，朝鲜民主主义人民共和国政治人物，现任朝鲜劳动党中央政治局常委。他被视为党总书记金正恩的心腹。

## 生平
根据韩国统一部的资料，赵甬元出生于1957年，2012年被任命为劳动党中央组织指导部第一副部长，2016年在劳动党第七届中央委员会第一次全体会议上当选为党中央委员。2019年，他在劳动党七届四中全会上当选为中央政治局候补委员。2021年1月10日，他在朝鲜劳动党第八次代表大会上当选为中央政治局常委。2022年6月，被任命为党中央委员会部长。

## 荣誉
- 劳动英雄（2019年）[4]
- 一级国旗勋章（2019年）[4]